# Абхазоведение
Абхазоведение (абх. аҧсуаҭҵаара) — одно из направлений кавказоведения, социальная наука комплексного исследования Абхазии, абхазского языка, этноса и культуры. 
Древнейшим документом абхазского языка и, вместе с тем, первым вкладом в абхазоведение должна считаться запись 40 абхазских слов и предложений, сделанная в 1641 году известным турецким путешественником Эвлия Челеби. 
Значительный вклад в абхазоведение был внесён учёными филологами Академии наук Грузинской ССР. Основным современным центром исследований является Абхазский институт гуманитарных исследований имени Д. И. Гулиа, выпускающий журнал «Абхазоведение».

## Известные абхазоведы
- Гулиа, Дмитрий Иосифович
- Услар, Пётр Карлович
- Марр, Николай Яковлевич
- Яковлев, Николай Феофанович
- Кетеван Виссарионовна Ломтатидзе
- Ардзинба, Владислав Григорьевич
- Шинкуба, Баграт Васильевич
- Турчанинов, Георгий Фёдорович
- Орлов-Кретчмер, Александр Сергеевич
- Георгий Виссарионович Рогава
- Теймураз Гванцеладзе
- Брайан Джордж Хьюитт[англ.] (Великобритания)
- В. Люкассен (Нидерланды)
- А. Спрайт (Нидерланды)
- Г. Деетерс (Германия)
- К. Боуда (Германия)
- Ж. Дюмезиль(Франция)
- Ж. Шарашидзе (Франция)
- Л. Триго (США)
- Д. Кэтман (США)
- Б. Вокс (США)